# 슈테판 라이너
슈테판 라이너(독일어: Stefan Lainer, 1992년 8월 27일 ~ )는 오스트리아의 축구 선수로, 현재 독일 분데스리가의 보루시아 묀헨글라트바흐에서 뛰고 있다. 포지션은 라이트 백이다.